# Thérèse Vanier
Thérèse Vanier, née le 17 février 1923 et morte le 16 juin 2014, est une médecin et vétérane anglaise. 
Elle a cofondé la branche anglaise de l'association d'aide aux personnes handicapées L'Arche avec son frère Jean Vanier.

## Biographie
Thérèse Marie Chérisy Vanier est née le 27 février 1923 à Camberley, dans le Surrey, de Pauline Vanier (née Archer), nommée membre du Conseil privé de la Reine pour le Canada, et de Georges Vanier, militaire décoré, diplomate et futur gouverneur général du Canada. Son troisième prénom, Chérisy, rappelle l'endroit en France où son père a perdu une jambe dans les tranchées pendant la Première Guerre mondiale. Son frère Jean Vanier, officier de marine de formation et philosophe catholique, a fondé la première communauté de L'Arche à Trosly-Breuil, en France, en 1964.
Jeune adulte, Vanier étudie à Mayfield dans l'East Sussex. À l'âge de 19 ans, elle s'engage dans le Corps de transport mécanisé britannique et navigue à bord d'un convoyeur dans le cadre de la bataille de l'Atlantique. Vanier a ensuite rejoint le Service féminin de l'armée canadienne, où elle a atteint le grade de capitaine.
Après la Seconde Guerre mondiale, Vanier a étudié la médecine à la Sorbonne et à l'université de Cambridge. Elle a terminé ses études cliniques à l'hôpital St Thomas, dans le centre de Londres, où elle est devenue la première femme consultante en hématologie. C'est à cette époque qu'elle rencontre son amie de toujours, Cicely Saunders, pionnière des soins palliatifs et fondatrice du St Christopher's Hospice,.
En 1972, Vanier démissionne de son poste à l'hôpital St Thomas pour rejoindre Saunders à St Christopher's, où elle enseigne et poursuit son travail clinique dans le domaine naissant des soins palliatifs,.
Vanier ouvre la première communauté anglaise de L'Arche en janvier 1974 à Barfrestone, près de Canterbury dans le Kent. Elle a ensuite supervisé personnellement l'ouverture de quatre autres communautés. Aujourd'hui, il y a dix communautés au Royaume-Uni, dont une à Lambeth, dans le sud de Londres, où Vanier a vécu presque jusqu'à sa mort en 2014. La messe de requiem catholique de Vanier a eu lieu à la cathédrale de Canterbury le 10 juillet 2014. Son corps a été déposé au cimetière de Barfrestone, à une centaine de mètres de "Little Ewell", la première maison de la communauté de L'Arche Kent qu'elle a contribué à établir en 1974.